# Glypta buolianae
Glypta buolianae là một loài tò vò trong họ Ichneumonidae.